# Yordanys Durañona
Yordanys Durañona García (L'Avana, 16 giugno 1988) è un triplista cubano naturalizzato dominicense.

## Biografia
Specializzato nel salto triplo, nel 2011 ha cambiato bandiera di appartenenza nelle competizioni internazionali passando da Cuba a Dominica. Proprio con la nazionale dominicense ha preso parte ai Giochi olimpici di Rio de Janeiro 2016, facendo da portabandiera nella cerimonia d'apertura. Durante la gara si è fermato alla fase eliminatoria, non riuscendo ad effettuare alcun salto valido.

## Palmarès
| Anno                             | Manifestazione                 | Sede              | Evento       | Risultato | Prestazione | Note                                     |
| -------------------------------- | ------------------------------ | ----------------- | ------------ | --------- | ----------- | ---------------------------------------- |
| In rappresentanza della Dominica |                                |                   |              |           |             |                                          |
| 2013                             | Campionati CAC                 | Morelia           | Salto triplo | Oro       | 16,45 m     |                                          |
| 2014                             | Giochi del Commonwealth        | Glasgow           | Salto triplo | 8º        | 15,81 m     |                                          |
| 2014                             | Festival sportivo panamericano | Città del Messico | Salto triplo | Oro       | 17,20 m     |                                          |
| 2014                             | Giochi CAC                     | Veracruz          | Salto triplo | Bronzo    | 16,67 m     |                                          |
| 2015                             | Giochi panamericani            | Toronto           | Salto triplo | 4º        | 16,72 m     |                                          |
| 2015                             | Campionati NACAC               | San José          | Salto triplo | Oro       | 16,86 m     | Record dei campionati                    |
| 2015                             | Mondiali                       | Pechino           | Salto triplo | 21º (q)   | 16,27 m     |                                          |
| 2016                             | Mondiali indoor                | Portland          | Salto triplo | 16º       | 15,27 m     | Miglior prestazione personale stagionale |
| 2016                             | Giochi olimpici                | Rio de Janeiro    | Salto triplo | nm (q)    | nm (q)      |                                          |
| 2017                             | Mondiali                       | Londra            | Salto triplo | 11º       | 16,42 m     |                                          |
| 2018                             | Giochi del Commonwealth        | Gold Coast        | Salto triplo | Argento   | 16,86 m     |                                          |
| 2018                             | Giochi CAC                     | Barranquilla      | Salto triplo | 7º        | 16,18 m     |                                          |
| 2018                             | Campionati NACAC               | Toronto           | Salto triplo | 4º        | 16,05 m     |                                          |